# Ubuntu Live USB creator
Ubuntu Live USB creator (usb-creator) è uno strumento ufficiale per creare Live USB di Ubuntu da un'immagine ISO. Lo strumento è incluso nei repository ufficiali di Ubuntu a partire dalla pubblicazione 8.04. Un'interfaccia per KDE è stata pubblicata con Ubuntu 8.10 ed è attualmente inclusa nell'installazione di base di Kubuntu.

## Caratteristiche
- Installazione di un bootloader per dispositivo USB[1]
- Persistenza opzionale (tutte le modifiche apportate al sistema sono salvate, a differenza di un Live CD)
- Indicatore di progresso
- Non formatta il dispositivo